# Sint-Albinuskapel

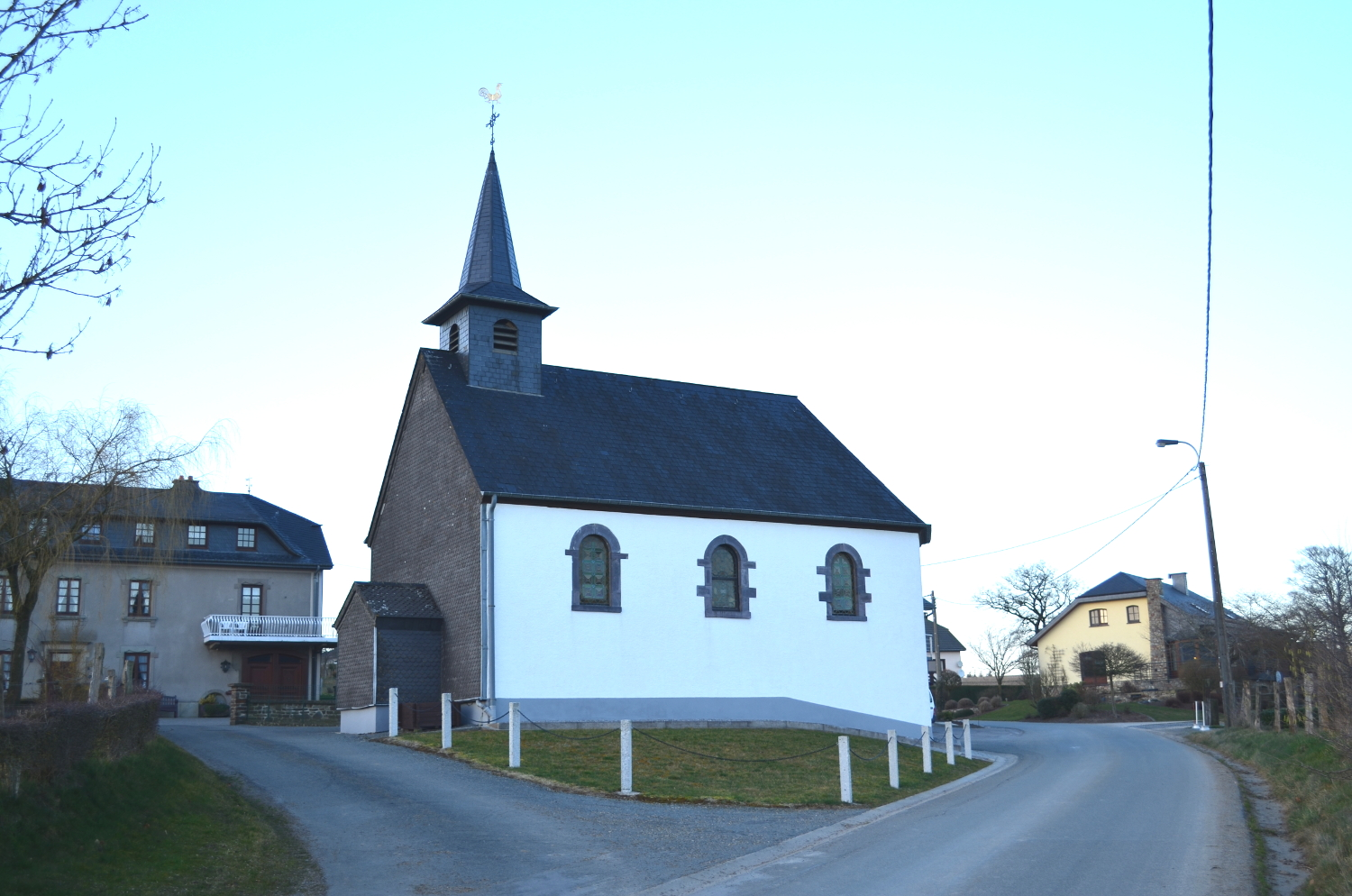
Sint-Albinuskapel

De Sint-Albinuskapel (Duits: Sankt Albinus Kapelle) is een kapel, feitelijk een kerkje, in de tot de Luikse gemeente Burg-Reuland behorende plaats Malscheid.
In 1604 was reeds sprake van een kapel op deze plaats. De huidige kapel is van 1779. Het betreft een zaalkerkje met driezijdige koorafsluiting en een met leien bedekte dakruiter boven de ingang.